# Æscwig di Dorchester
Æscwig, o Œswy (... – 23 aprile 1002), è stato un vescovo cattolico inglese, vescovo di Dorchester in epoca medievale, quando la città era la sede delle diocesi unite di Lindsey e Dorchester.
Æscwig  fu monaco a Winchester e poi divenne abate di Bath, incarico che mantenne dal 963 al 975. 
Nel 973 fu inviato dal re Edgar come ambasciatore in Germania, e le informazioni che apprese in quella occasione sul rituale reale ottoniano potrebbero aver avuto un ruolo nella pianificazione dell'incoronazione di Edgar. 
Nel 992, in età avanzata, fu designato dal re Etelredo II tra i capi di una fyrd navale contro i danesi;  la spedizione militare si concluse con una sconfitta a causa del tradimento di uno degli altri comandanti, Ælfric, Ealdorman dell'Hampshire. 
In una charta è attestato che nel 994 il re Etelredo confermò a Æscwig la proprietà di 30 hides di terreno (mansiunculae) a Monks Risborough, nel Buckinghamshire. La terra era stata venduta ad Æscwig da Sigerico, arcivescovo di Canterbury, per 90 libbre d'argento e 200 mancusi d'oro, allo scopo di raccogliere denaro per pagare i danesi che minacciavano Canterbury. 
Æscwig fu consacrato vescovo tra il 975 e il 979 e morì il 23 aprile 1002. 